# Orzechowo (Olsztynek)
Orzechowo (deutsch Nußtal) ist ein kleiner Ort in der polnischen Woiwodschaft Ermland-Masuren. Er gehört zur Gmina Olsztynek (Stadt- und Landgemeinde Hohenstein i.Ostpr.) im Powiat Olsztyński (Kreis Allenstein).

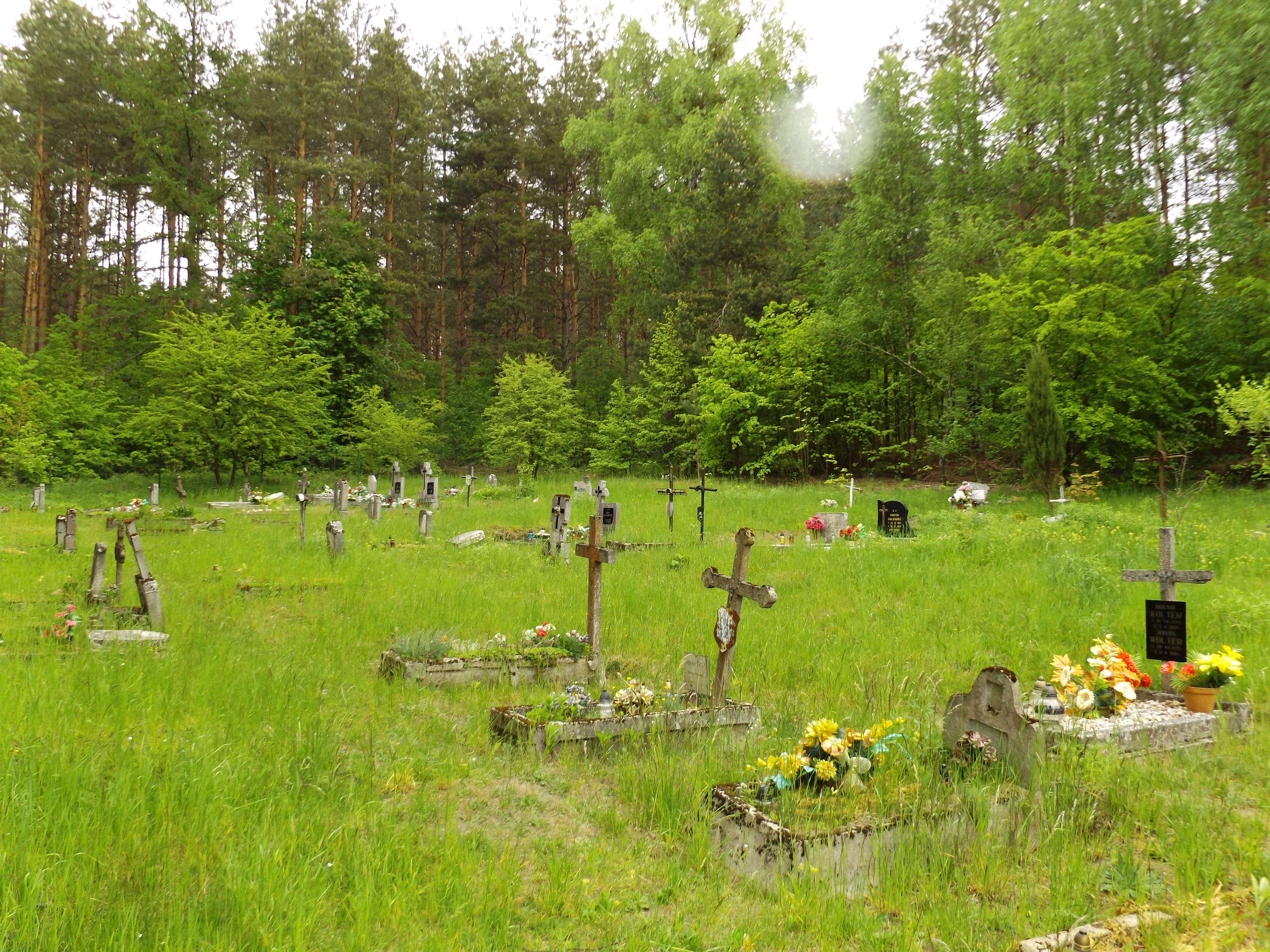
Alter Friedhof in Orzechowo

## Geographische Lage
Das Dorf liegt südlich des Großen Plautziger Sees (polnisch Jezioro Pluszne Wielkie) und des Lansker Sees (polnisch Jezioro Łańskie) im Südwesten der Woiwodschaft Ermland-Masuren, 24 Kilometer südlich der Kreisstadt Olsztyn (deutsch Allenstein).

## Geschichte
Orczechowo (nach 1820 Orzechowo) bestand ursprünglich aus mehreren kleinen Gehöften und wurde 1750 erstmals urkundlich erwähnt. 1785 wurde es als königliches Bauerndorf im Hauptamt Allenstein (polnisch Olsztyn), 1817 als eben solches im Amt Allenstein genannt. 1818 kam es zum Kreis Allenstein. Bei der Volkszählung 1861 hatte das Dorf eine Fläche von 1527 Morgen sowie 17 Wohnstätten und 81 Einwohner.
Als am 7. Mai 1874 der preußische Amtsbezirk Plautzig (polnisch Pluski) entstand, wurde die Landgemeinde Orzechowo eingegliedert.
Am 21. April 1905 wurde Orzechowo in „Nußtal“ umbenannt. Bei der Volkszählung am 1. Dezember 1905 hatte es eine Fläche von 360,2 Hektar sowie 18 Wohnhäuser bei 117 Einwohnern. 1910 belief sich die Einwohnerzahl auf 108, 1933 auf 103 und 1939 – trotz der Eingemeindung von Kucharzewo am 1. April 1937 – auf 99.
In Kriegsfolge wurde Nußtal 1945 mit dem gesamten südlichen Ostpreußen von der Sowjetunion der Volksrepublik Polen zur Verwaltung überlassen. Das Dorf erhielt die polnische Namensform „Orzechowo“. Es erscheint heute nahezu als Geisterdorf. Mit seiner großen Kirche, einem alten Pfarrhaus sowie zwei Forsthäusern mitten im Wald überrascht es die Besucher, die heute umso zahlreicher hierher kommen. Orzechowo sollte sogar einmal ein verbotenes Territorium werden. In den 1970er Jahren wollte man im Blick auf die parteipolitischen Aktivitäten des nahegelegenen Ferienzentrums des polnischen Ministerrats in Łańsk (Lanskerofen) den Ort liquidieren, wobei sich die staatlichen Behörden und die Polnische Vereinigte Arbeiterpartei in der beabsichtigten Nutzung als Jagdgebiet einig waren. 1977 verließen die letzten Einwohner das Dorf. Die Geschichte hat anders entschieden. Der Ort ist ein touristischer Anziehungspunkt für Naturliebhaber, zwei Radfernwege führen hindurch. Die Gebäude werden jetzt von Forstbediensteten bewohnt. 1991 wurde die ehemalige römisch-katholische Pfarrei reaktiviert, und die Kirche – sie gilt als eine der schönsten in der Gmina Olsztynek – wurde am 26. Januar 2000 in das Denkmalverzeichnis eingetragen.
Ortzechowo ist als Teil des Schulzenamts (polnisch Sołectwo) eine Ortschaft im Verbund der Stadt- und Landgemeinde Olsztynek (Hohenstein i. Ostpr.) im Powiat Olsztyński (Kreis Allenstein), bis 1998 der Woiwodschaft Olsztyn, seither der Woiwodschaft Ermland-Masuren zugehörig. Die Zahl der Einwohner belief sich am 26. Oktober 2020 auf zehn.

## Kirche

### Römisch-katholisch

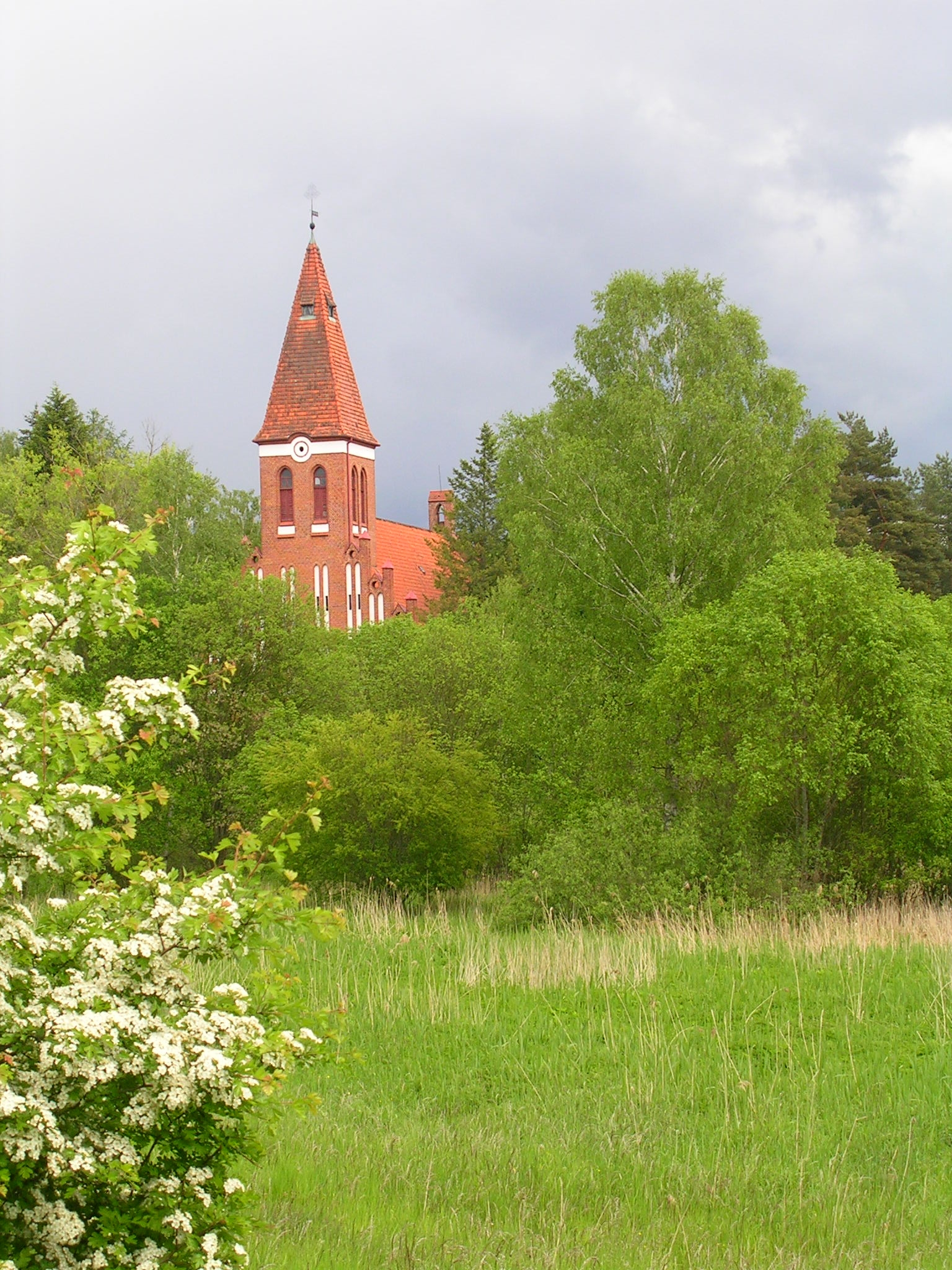
Die Kirche in Orzechowo

Die neugotische römisch-katholische St.-Johannes-der-Täufer-Kirche wurde 1910 errichtet und der schlanke Turm 1913 angebaut. Am 12. Juli 1913 erfuhr das Gotteshaus seine Weihe durch Weihbischof Eduard Herrmann vom Bistum Ermland. Die Kirche ist mit einem barocken Altar ausgestattet, außerdem mit zwei Kronleuchtern in der Form einer Glocke: Der ältere ist aus Holz und erinnert an die namentlich genannten im Ersten Weltkrieg gefallenen Dorfbewohner. Der zweite ist aus Hirschgeweih und wurde der Kirche im Jahre 2010 anlässlich des 100-jährigen Bestehens der Kirche geschenkt. Die buntfarbenen Glasfenster zeigen Szenen aus dem Leben Johannes des Täufers.
Bis zur Errichtung der Pfarrei am 4. Oktober 1912 war das Dorf nach Wuttrienen (polnisch Butryny) eingepfarrt. Nach 1945 gehörte es zunächst als Filial zu Gryźliny (Grieslinen). Auch wenn das Pfarrhaus im Filialdorf Pluski (Plautzig) steht, ist die Orzechowoer Kirche weiterhin die Pfarrkirche, der zusätzlich noch die Kirche St.-Maximilian-Kolbe-Kirche Kurki (Kurken) als Filialkirche zugeordnet ist. Sie ist in das Dekanat Olsztynek im Erzbistum Ermland eingegliedert.

### Evangelisch
Im Jahre 1861 waren von 81 Einwohnern in Nußtal lediglich zwei evangelischer Konfession, im Jahre 1905 waren es bei 117 Einwohnern nur fünf. Eine eigene evangelische Kirche konnte es deshalb hier nicht geben. Das Dorf war bis 1945 in das Kirchspiel der Kirche Kurken (polnisch Kurki) in der Kirchenprovinz Ostpreußen der Kirche der Altpreußischen Union eingepfarrt.
Heute gehört Orzechowo zur evangelischen Kirche Olsztynek, einer Filialkirche der Christus-Erlöser-Kirche Olsztyn in der Diözese Masuren der Evangelisch-Augsburgischen Kirche in Polen.

## Verkehr
Orzechowo liegt abseits vom Verkehrsgeschehen und ist nur über einen Landweg aus zu erreichen. Dieser führt bei Swaderki (Schwedrich) von der Landesstraße 58 in nördlicher Richtung bis in den Ort.
Eine Anbindung an den Bahnverkehr besteht nicht.